# Miguel Borja
Miguel Ángel Borja Hernández (Tierralta, 1993. január 26. –) kolumbiai válogatott labdarúgó, a Palmeiras játékosa.

## Pályafutása

### Klubcsapatban
A Cúcuta Deportivo csapatánál kezdte karrierjét, majd innen került a Cortuluá csapatához. Új klubja 3 alkalommal is kölcsönbe adta, megfordult a La Equidad, az olasz Livorno és az argentin Club Olimpo csapatában is. 2015-ben nyarán leigazolta a Livorno, de kölcsön is adta a Santa Fe csapatának. 2016-ban leigazolt a Cortuluá, majd az Atlético Nacional csapata. 2017-től a brazil Palmeiras játékosa.

### A válogatottban
Részt vett a 2016-os olimpián, ahol a 7. helyen végeztek. A felnőtt válogatott tagjaként a 2018-as labdarúgó-világbajnokságon is részt vett.

## Statisztika

### Válogatott
| Kolumbia | Kolumbia | Kolumbia |
| Év       | Mérk.    | Gólok    |
| -------- | -------- | -------- |
| 2016     | 1        | 0        |
| 2017     | 4        | 2        |
| 2018     | 4        | 1        |
| Összesen | 9        | 3        |

### Góljai a válogatottban
| #  | Dátum              | Helyszín                                                | Ellenfél         | Gólja | Végeredmény | Kiírás              |
| -- | ------------------ | ------------------------------------------------------- | ---------------- | ----- | ----------- | ------------------- |
| 1. | 2017. november 14. | Chongqing Olympic Sports Center, Csungking, Kína        | Kína             | 3–0   | 4–0         | Barátságos mérkőzés |
| 2. | 2017. november 14. | Chongqing Olympic Sports Center, Csungking, Kína        | Kína             | 4–0   | 4–0         | Barátságos mérkőzés |
| 3. | 2018. október 11.  | Raymond James Stadium, Tampa, Amerikai Egyesült Államok | Egyesült Államok | 4–2   | 4–2         | Barátságos mérkőzés |